# Arbeidersmacht
Arbeidersmacht was een Nederlandse maoïstische vakbond, opgericht vanuit de KEN(ml) als actiecomité voor de Rotterdamse havenstaking van 1970. Later werd de bond een mantelorganisatie ("massaorganisatie") van de SP, en wist ze enkele lokale successen te boeken in Noord-Brabant.